# Kung Rings grav
Ej att förväxla med Konung Rings gravsten i Götene.
Kung Rings grav är en hällkista vid Delsjön i Göteborg, daterad till 2400–1800 f.Kr. Namnet kommer från Laurentius Böker, som menade att Ragnvald Knaphövde begravts i hällkistan. Tack vare Böker vet vi också att takhällarna avlägsnades någon gång mellan 1682 och 1692.